# Pahl
Pahl ist ein Familienname.

## Herkunft und Bedeutung
Pahl ist ein niederdeutscher Wohnstättenname zu mittelniederdeutsch pāl >Pfahl, besonders Grenzpfahl, Grenze<.

## Namensträger
- Adolf Pahl (1925–2009), deutscher Lokalhistoriker und Museumsleiter
- Aenne Pahl (1896–1979), deutsche Malerin
- Anja Pahl (* 1975), deutsche Schauspielerin
- Carlotta Pahl (* 2005), deutsche Schauspielerin, Musikerin und Synchronsprecherin
- Chris Pahl (* 1981), deutscher Autor
- Christian Pahl (1799–1853), deutscher Pädagoge
- Claudia Pahl-Wostl, Professorin an der Universität Osnabrück (Institut für Umweltsystemforschung)
- Elke Pahl-Weber (* 1952), deutsche Architektin, Stadtplanerin und Hochschullehrerin
- Franz Pahl (* 1949), italienischer Politiker
- Fritz-Wilhelm Pahl (1941–2025), deutscher Unternehmer
- Georg Pahl (Schauspieler) (1893–1957), deutscher Schauspieler und Hörspielsprecher
- Georg Pahl (Fotograf) (1900–1963), deutscher Fotograf und Journalist
- Georg Pahl (Kameramann) (* 1936), deutscher Kameramann
- Gerhard Pahl (1925–2015), deutscher Maschinenbauprofessor
- Gisa Pahl (* 1957), deutsche Juristin
- Hans-Heinrich Pahl (* 1960), deutscher Fußballspieler
- Hugo Pahl (1900–1986), deutscher Marineoffizier der Kriegsmarine
- Irmgard Pahl (1934–2022), deutsche Liturgiewissenschaftlerin
- Johann Gottfried Pahl (1768–1839), deutscher Schriftsteller, Theologe, Historiker und Politiker
- Jörg-Peter Pahl (1939–2022), deutscher Erziehungswissenschaftler, Berufspädagoge und Universitätsprofessor em. an der TU Dresden
- Jürgen Pahl (* 1956), deutscher Fußballspieler
- Katja Pahl (1919–2001), deutsche Schauspielerin
- Katja-Annika Pahl (* 1971), deutsche Architektin
- Lia Pahl (* 1924), deutsche Schauspielerin
- Magnus Pahl (* 1975), deutscher Offizier und Historiker
- Manfred Pahl (1900–1994), deutscher Maler, Zeichner und Grafiker
- Manfred Pahl-Rugenstein (1910–1990), deutscher Verleger
- Maximilian Pahl (1908–1992), deutsch-österreichischer Physiker
- Peter Jan Pahl (* 1937), deutscher Bauingenieur und Hochschullehrer
- Ray Pahl (1935–2011), britischer Soziologe
- Sabine Pahl, Psychologin und Professorin
- Simona Pahl (* 1978), deutsche Schauspielerin und Synchronsprecherin
- Walter Pahl (Gewerkschafter) (1903–1969), deutscher Gewerkschafter und Publizist
- Walter Pahl (Genossenschafter) (1923–2011), deutscher Genossenschafter und Politiker (SPD)
- Wilhelm Matthäus Pahl (1795–1875), deutscher Pädagoge und Politiker
- Witold Pahl (* 1961), polnischer Politiker